# Culiseta incidens
Culiseta incidens is een muggensoort uit de familie van de steekmuggen (Culicidae). De wetenschappelijke naam van de soort is voor het eerst geldig gepubliceerd in 1869 door Carl Gustaf Thomson.